# Palluau-sur-Indre
Palluau-sur-Indre – miejscowość i gmina we Francji, w Regionie Centralnym, w departamencie Indre.
Według danych na rok 1990 gminę zamieszkiwało 905 osób, a gęstość zaludnienia wynosiła 22 osoby/km² (wśród 1842 gmin Regionu Centralnego Palluau-sur-Indre plasuje się na 439. miejscu pod względem liczby ludności, natomiast pod względem powierzchni na miejscu 153.).